# 王守允
王守允，归善人，是一名明朝政治人物。进士出身。
王守允曾于嘉靖年间接替邵德久任邵武府知府一职，嘉靖年间由吴国伦接任。